# Soil
SOiL är ett amerikanskt heavy metal-band från Chicago, Illinois, bildat 1997.

## Medlemmar
Nuvarande medlemmar
- Adam Zadel – gitarr, bakgrundssång (1997– )
- Tim King – basgitarr, bakgrundssång (1997– )
- Ryan McCombs – sång (1997–2004, 2010– )
- Adrian Ost – trummor (2014– )

Tidigare medlemmar
- Tom Schofield – trummor (1997–2010)
- Shaun Glass – gitarr (1997–2007)
- A.J. Cavalier – sång (2004–2010)

Turnerande medlemmar
- Jordan Lee – sång (2010–2011)
- Mike Tignino – trummor (2010–2011)
- Jon Wysocki – trummor (2011–2012)
- Mitch Gable – trummor (2012–2014)

## Diskografi

### Studioalbum
| Utgivningsdatum   | Titel            | Skivbolag         |
| 6 april 1999      | Throttle Junkies | Mia               |
| 11 september 2001 | Scars            | J Records         |
| 23 mars 2004      | Re•de•fine       | J Records         |
| 2 maj 2006        | True Self        | DRT Ent.          |
| 20 oktober 2009   | Picture Perfect  | Bieler Bros., AFM |
| 20 augusti 2013   | Whole            | Pavement, AFM     |

### EP
| Utgivningsdatum  | Titel         | Skivbolag |
| 24 november 1998 | El Chupacabra | Mia       |
| 30 oktober 2001  | SOiL          | Olympic   |
| 14 oktober 2003  | Pride EP      | J Records |

### Singlar
- "Halo" (2001)
- "Unreal" (2001)
- "Pride" (2003)
- "Redefine" (2004)
- "Like It Is" (2009)
- "Picture This" (2009)
- "Shine On" (2013)

### Video
- Reliveing the Scars in London (DVD) (2012)